# (3465) Trevires
(3465) Trevires (1984 SQ5) – planetoida z pasa głównego asteroid okrążająca Słońce w ciągu 3,52 lat w średniej odległości 2,31 j.a. Odkrył ją Henri Debehogne 20 września 1984 roku.